# Фотинов, Константин
Константин Георгиев Фотинов (болг. Константин Георгиев Фотинов; около 1790, Самоков, Османская империя — 29 ноября 1858, Стамбул) — болгарский прозаик, переводчик, редактор, деятель Болгарского национального возрождения. издатель первого болгарского журнала. Один из основателей современного болгарского языка, педагог, составитель учебников, просветитель и энциклопедист.
Считается основателем болгарской прессы и первым болгарским журналистом.

## Биография
Сын мелкого торговца из Пловдива. Учился в школе при местном монастыре, позже продолжить образование в Пловдиве и в Кидонии. Ученик греческого гуманиста Теофилоса Каириса.

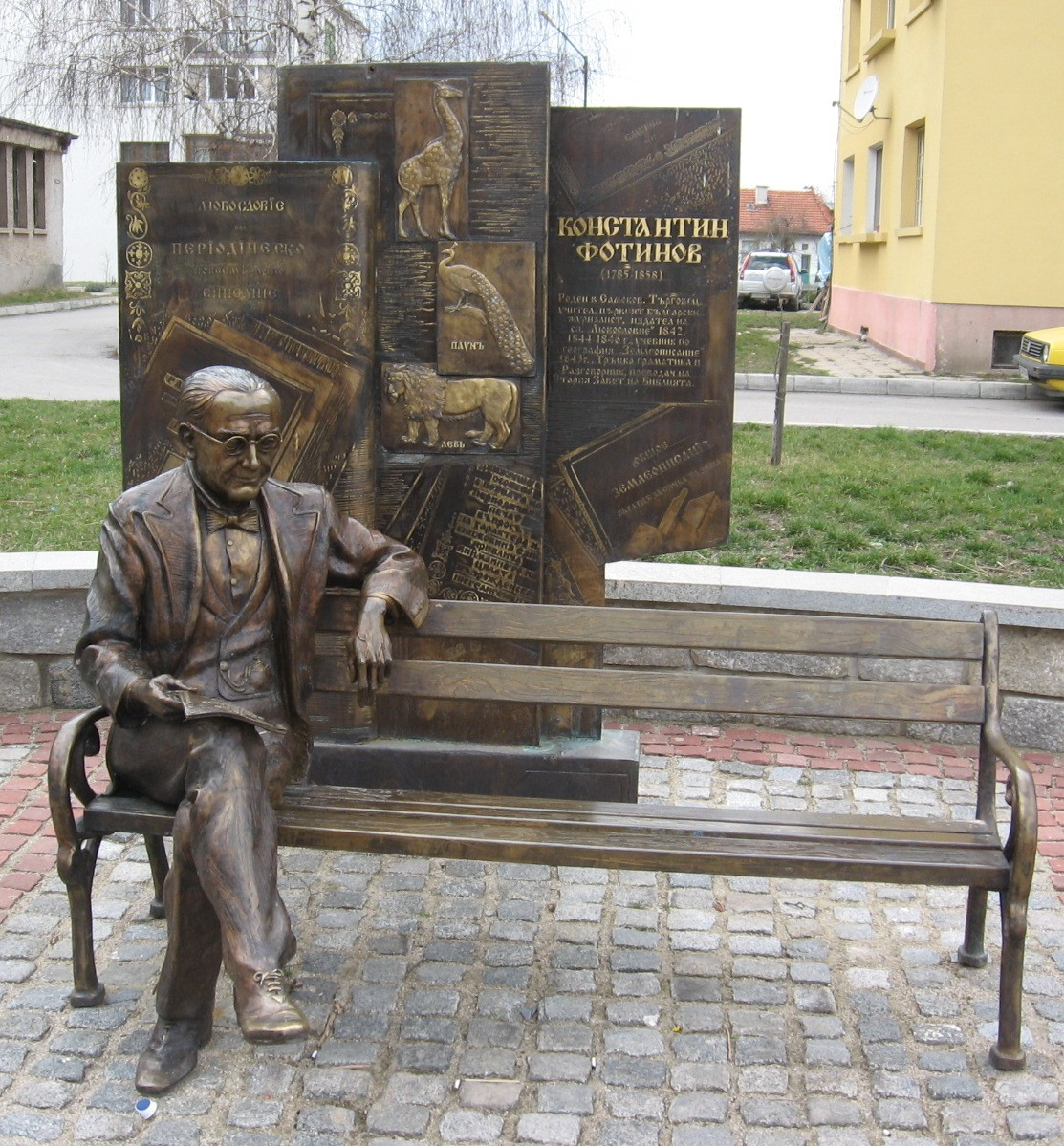
Памятник К. Фотинову в Самокове

С 1828 года К. Фотинов работал учителем. Основал частную смешанную греко-болгарскую школу в Измире, в которой по Белл-Ланкастерской системе обучалось около 200 учеников со всей Болгарии. Программа школы включала изучение болгарского, греческого и французского языков.
К. Фотинов был издателем и редактором первого болгарского журнала «Любословие или повсемесячно списание» (Смирна, 1842, 1844—1846). Журнал был богато иллюстрирован, печатал статьи об истории, географии, религии, морали, просветительству, медицине, гигиене, языку и т. д. В 1838 году К. Фотинов опубликовал «Грекоболгарский разговорник» и «Общое землеописание в кратце за всичката землья» (1843).
Первоначально подписывался на греческий манер как Фотиадис. 
Усердно агитировал против злоупотреблений греческого духовенства и турецких властей, знакомя с ними европейскую публику статьями в разных французских газетах и журналах.
К. Фотинов первым поднял вопрос о женском образовании в болгарской прессе.
С 1852 года работал над переводом Библии на болгарский язык. Ему удалось перевести Ветхий Завет: Книга Псалмов в его переводе была опубликована в Смирне в 1855 году, а Книга Бытия была издана в Стамбуле (Константинополе) в 1857 году.